# Rhodes Must Fall

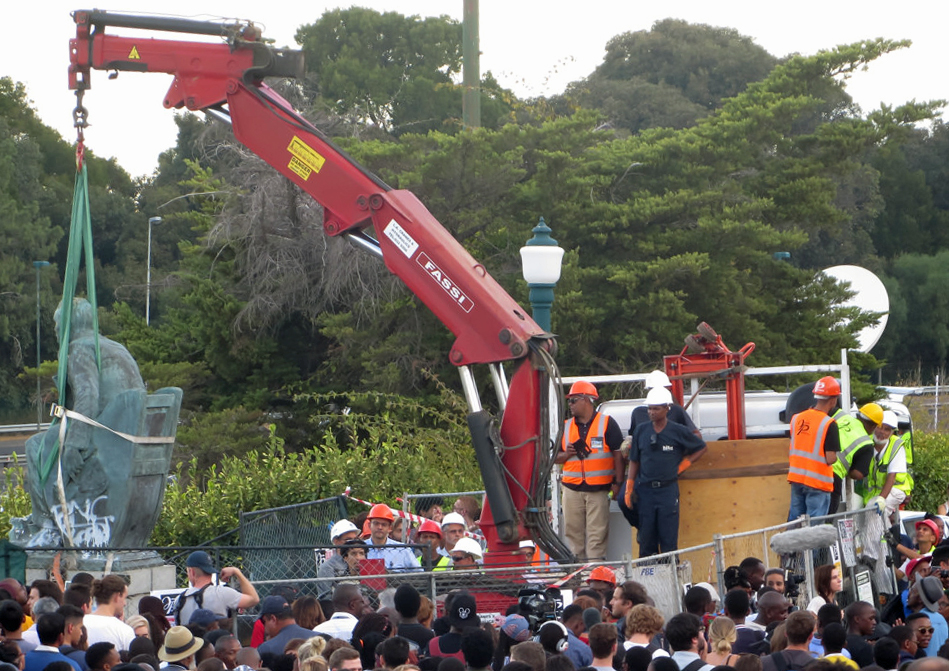
Remoção da estátua em 9 de abril de 2015

Rhodes Must Fall (em português:  "Rhodes deve cair") foi um movimento social estudantil com atos de protesto iniciado em 9 de março de 2015, inicialmente contra uma estátua que homenageava Cecil Rhodes. A campanha pela remoção da estátua recebeu alcance global e levou a um movimento mais amplo pela descolonização da educação na África do Sul.
Em 9 de abril de 2015, após uma votação realizada pelo Conselho da UCT na noite anterior, a estátua foi removida.

## Contexto
Uma estátua de bronze representando Cecil Rhodes sentado, um industrial britânico do século XIX, foi esculpida por Marion Walgate, esposa do arquiteto Charles Walgate. Charles trabalhou com o arquiteto Joseph Michael Solomon [en] em projetos e construções de vários prédios da Universidade da Cidade do Cabo (UCT) durante este período. 
A escultura de Rhodes foi concluída por Marion em 1934 e, então, instalada no campus da UCT, já que a universidade foi construída em um terreno que fora doado por Rhodes.
Ao longo das décadas, os pedidos por sua remoção se intensificaram; e, na década de 1950, a primeira demanda formal para a retirada da estátua partiu de estudantes africâneres.

## Ideologia e objetivos
O movimento Rhodes Must Fall se descreve como "um coletivo de estudantes e membros do corpo docente mobilizados para a ação direta contra o racismo institucional na Universidade da Cidade do Cabo (UCT)". Embora tenha começado com o objetivo de remoção da estátua de Cecil John Rhodes, o movimento declarou que "a queda de 'Rhodes' é simbólica para a queda inevitável da supremacia e do privilégio branco em nossos campus".
O movimento também aborda tópicos como racismo institucional, a falta de transformação racial na universidade, o acesso ao ensino superior e à moradia estudantil.
Durante os protestos, estudantes recorreram à ocupação, à desobediência civil e, em alguns casos, à violência. Outras táticas incluíram atirar fezes humanas na estátua de Rhodes, a queima de obras de arte, escritórios, veículos e estruturas na UCT. Ativistas estudantis também utilizaram a internet para agitação – criaram uma página no Facebook intitulada 'Rhodes Must Fall' e promoveram o uso da hashtag '#RhodesMustFall' no Twitter.